# Diego Ramírez de Quiñones
Diego Ramírez de Quiñones (Reino de León, c.1470, Batalla de Rávena, 1512), conocido como Diego de Quiñones por su contemporáneos españoles, y como Diego de Chignone o Diego Remires por los italianos, fue un caballero leonés que sirvió como capitán de caballería al rey Fernando II de Aragón durante las guerras italianas tras haber pasado unos años como condotiero de los Borgia. 

## Al servicio de César Borgia
Durante la guerra por formar un ducado en Romaña se le puede encontrar sirviendo a César Borgia, gonfaloniere del ejército papalino de su padre Alejandro VI

### Castellano de Cesena
En noviembre de 1503 era castellano de la ciudadela de Cesena, mientras que su compatriota Gonzalo de Mirafuentes, era castellano de Forli. Ambos mantenían estas fortificaciones en la Romaña, junto con el castellano de Bertinoro, en nombre de César Borgia, mas la Iglesia se las reclamaba como parte de su patrimonio. 
Un nuncio papal, acompañado por un español, Pedro de Oviedo, antiguo servidor del duque de Valentinois, se presentó en Cesena para que Quiñones entregase el fuerte, enviando a este último a parlamentar con don Diego. Diego de Quiñones procedió a asesinar al servidor del nuncio arrojándolo por la muralla, acusándolo de traidor.
Al frente de entre cien y ciento veinte hombres, españoles, italianos y alemanes, mantuvo el fuerte, defendiéndolo en primer lugar de los habitantes de Cesena, que atacaron la plaza, y posteriormente, de las tropas boloñesas enviadas por Giovanni di Sirolo, arzobispo de Ragusa, en nombre del recién elegido Papa Julio II, las cuales asediaron la fortaleza y minaron sus murallas. 
Iniciadas las negociaciones en enero de 1504 con el duque de Valentinois, César Borgia, que condicionaba la rendición de las plazas a su liberación - pues se hallaba retenido en Roma por el cardenal Carvajal - el 10 de marzo de 1504 se alcanzó un acuerdo, y Quiñones procedió a entregar la plaza, siendo liberado César el 19 de abril. 
Tras este último servicio a su patrón, don Diego marchó al reino de Nápoles, donde pasó a servir en el ejército al mando del virrey y capitán general Gonzalo Fernández de Córdoba.

## Guerra de la Liga de Cambrai
A finales de 1511 formó parte del ejército que se organizó en el reino de Nápoles con motivo de la constitución de la Santa Liga acordada entre España, Venecia y el Papado. El 12 de abril de 1512 participó en la batalla de Rávena comandando como lugarteniente la compañía de 100 hombres de armas de Gonzalo Fernández de Córdoba. Estando en la vanguardia liderada por Fabricio Colonna, fue muerto.  

## Familia
Su hermano, Pedro Ramírez, también estuvo al servicio de los Borgia, siendo uno de los cuatro comisarios de la Romaña, con mando sobre el ducado de Urbino y el condado de Montefeltro.